# Präsidentschaftswahl in Frankreich 1988
Die Präsidentschaftswahl in Frankreich 1988 fand am 24. April und am 8. Mai statt.
Der 1981 gewählte Staatspräsident François Mitterrand stellte sich zur Wiederwahl. Im zweiten Wahlgang konnte er sich gegen Jacques Chirac durchsetzen.

## Erster Wahlgang
Neun Kandidaten konnten die formalen Bedingungen für eine Teilnahme am ersten Wahlgang am 24. April erfüllen. Sollte in jenem kein Kandidat die absolute Mehrheit der Stimmen erreichen, waren die beiden stimmenstärksten Kandidaten für den zweiten Wahlgang (Stichwahl) qualifiziert.
Die Kandidaten (in alphabetischer Reihenfolge):
- Raymond Barre (Union pour la démocratie française, Zentrist), Premierminister 1976–1981 unter Valéry Giscard d’Estaing
- Pierre Boussel (Mouvement pour un parti des travailleurs, linksradikal)
- Jacques Chirac (Rassemblement pour la République, Mitte-rechts), amtierender Premierminister
- Pierre Juquin, aus der PCF ausgeschlossen, unterstützt von einigen reformkommunistischen Gruppierungen
- Arlette Laguiller, Sprecherin der trotzkistischen Partei Lutte Ouvrière
- André Lajoinie, (Parti communiste français, links)
- Jean-Marie Le Pen, rechtsextrem, Vorsitzender des Front National
- Amtsinhaber François Mitterrand (Parti socialiste, Mitte-links), seit 1981 im Amt.
- Antoine Waechter, (Les Verts, grün)

Wichtigste Frage im ersten Wahlgang war, welcher der Kandidaten des bürgerlichen Spektrums, Barre oder Chirac, in den zweiten Wahlgang einziehen würde. Der Einzug Mitterrands, der ein Popularitätstief in der Mitte seiner ersten Amtszeit überwunden hatte, in den zweiten Wahlgang wurde als sicher angesehen. Allen anderen Kandidaten wurden keine realistischen Chancen eingeräumt.

## Ergebnis
Chirac konnte sich also gegen Barre durchsetzen und zwei Wochen später gegen Mitterrand antreten. Überraschend stark schnitt Le Pen ab, der nach 0,75 % bei seiner ersten Kandidatur 1974 nun 14,38 % erreichte. Damit setzte sich der Erfolg des Front National aus Europa-, Parlaments- und Kommunalwahlen fort.
Mitterrand war damit für eine zweite siebenjährige Amtszeit gewählt.
| Kandidaten                                                                                   | Kandidaten          | Parteien                                       | 1. Wahlgang | 1. Wahlgang | 2. Wahlgang | 2. Wahlgang |
| Kandidaten                                                                                   | Kandidaten          | Parteien                                       | Stimmen     | %           | Stimmen     | %           |
| -------------------------------------------------------------------------------------------- | ------------------- | ---------------------------------------------- | ----------- | ----------- | ----------- | ----------- |
|                                                                                              | François Mitterrand | Parti socialiste                               | 10.367.220  | 34,1        | 16.704.279  | 54,0        |
|                                                                                              | Jacques Chirac      | Rassemblement pour la République               | 6.063.514   | 19,9        | 14.218.970  | 46,0        |
|                                                                                              | Raymond Barre       | Union pour la démocratie française             | 5.031.849   | 16,5        |             |             |
|                                                                                              | Jean-Marie Le Pen   | Front national                                 | 4.375.894   | 14,4        |             |             |
|                                                                                              | André Lajoinie      | Parti communiste français                      | 2.055.995   | 6,8         |             |             |
|                                                                                              | Antoine Waechter    | Les Verts                                      | 1.149.642   | 3,8         |             |             |
|                                                                                              | Pierre Juquin       | Nouvelle gauche pour le socialisme (PSU – LCR) | 639.084     | 2,1         |             |             |
|                                                                                              | Arlette Laguiller   | Lutte Ouvrière                                 | 606.017     | 2,0         |             |             |
|                                                                                              | Pierre Boussel      | Mouvement pour un parti des travailleurs       | 116.823     | 0,4         |             |             |
| Gesamt                                                                                       | Gesamt              | Gesamt                                         | 30.406.038  | 100         | 30.923.249  | 100         |
|                                                                                              |                     |                                                |             |             |             |             |
| Ungültige Stimmen                                                                            | Ungültige Stimmen   | Ungültige Stimmen                              | 621.934     | 2,0         | 1.161.822   | 3,6         |
| Wähler                                                                                       | Wähler              | Wähler                                         | 31.027.972  | 81,4        | 32.085.071  | 84,1        |
| Wahlberechtigte                                                                              | Wahlberechtigte     | Wahlberechtigte                                | 38.128.507  |             | 38.168.869  |             |
|                                                                                              |                     |                                                |             |             |             |             |
| Quellen: Conseil constitutionnel: 1. und 2. Wahlgang – JORF: 1. Wahlgang, 1. und 2. Wahlgang |                     |                                                |             |             |             |             |